# Brachyurophis morrisi
Brachyurophis morrisi (арнемлендська лопатоноса змія) — вид отруйних змій родини аспідових (Elapidae). Ендемік Австралії.

## Поширення і екологія
Арнемлендські лопатоносі змії мешкають на півночі півострова Арнемленд на Північній Території, а також на сусідньому острові Елчо. Вони живуть в сезонно сухих евкаліптових рідколіссях, що ростуть на піщаних ґрунтах. Живляться яйцями плазунів. Відкладають яйця.